# 伊森·溫特斯
伊森·溫特斯（日語：イーサン・ウィンターズ）是卡普空開發製作的恐怖電子遊戲《生化危機系列》的虛構角色。他于2017年发售的《生化危机7》中首次登场并作为游戏的主角。在2021年发售的《惡靈古堡 村莊》中，伊森·温特斯再次作为游戏的主角之一。同時作為第一人稱遊戲的主視角，其正臉從來不為人所知。即使在《村莊》的DLC第三人稱模式中，玩家也無法看見伊森的正臉。

## 人物
伊森是一個沉著、冷靜的人，遇到危機都會設法迎刃而解。

## 經歷

### 惡靈古堡7 生化危機
伊森·溫特斯是名來自洛杉磯的系統工程師，某天突然收到失蹤三年的妻子「米婭·溫特斯」（Mia Winters）發送的電子郵件。為了追尋米婭，伊森隻身一人前往美國路易斯安那州一處名為達爾維的城鎮。在一處廢棄大宅中尋找妻子時遇襲，醒來發現自己被貝克家族「招待」。伊森的目標是找到米婭，並逃離貝克一家與這棟房子。

### 惡靈古堡 村莊
在《惡靈古堡7 生化危機》的三年後，伊森與妻子米婭在逃離達爾維鎮後育有一女「蘿絲瑪麗·溫特斯」（Rosemary Winters）。當克里斯·雷德菲爾（Chris Redfield）出現時卻突然殺死了米婭，並帶走了蘿絲，伊森則被克里斯的部下打昏帶走，當昏迷的他醒來後，無意間來到了一個有女巫與狼人出沒的村落，伊森在被封閉出入的村莊中四處尋找離開的關鍵，並尋找蘿絲與克里斯的下落。

### 惡靈古堡 村莊DLC 蘿絲的暗影
於菌主世界中以「米迦勒」（Michael）身分默默保護蘿絲，在蘿絲將被伊芙琳攻擊時現身。